# Бабич, Виктор Константинович
Виктор Константинович Ба́бич (род. 22 ноября 1935 — ум. ?) — бригадир комбайновой бригады комбината «Беларуськалий» Министерства химической промышленности СССР (Минская область, Белорусская ССР). Герой Социалистического Труда (1971).

## Биография
Родился 22 ноября 1935 года в деревне Зальховье Докшицкого района Витебской области. Белорус. Член КПСС с 1970 года. Образование среднее.
В 1954—1957 годах служил в Советской Армии. С 1957 года — шофёр в Кустанайской области, затем проходчик шахты в Кузбассе. С 1962 года — шофёр автотранспортной колонны, бригадир комбайновой бригады, машинист комбайна на руднике Солигорского калийного комбината. С 1971 года — бригадир комбайновой бригады, машинист комбайна рудника 2-го рудоуправления ПО «Беларуськалий» имени 50-летия СССР (Солигорск, Минская область). С 1976 года — слесарь службы автоматики РУП ПО «Беларуськалий», затем дежурный по ремонту оборудования.
Указом Президиума Верховного Совета СССР от 20 апреля 1971 года был удостоен звания Героя Социалистического Труда с вручением ордена Ленина и золотой медали «Серп и Молот».
Депутат Совета Союза Верховного Совета СССР 9-го созыва (1974—1979) от Слуцкого избирательного округа № 96 Минской области. Член Комиссии по промышленности Совета Союза.
Жил в Солигорске. Похоронен на городском кладбище у деревни Дубеи Краснодворского сельсовета.